# New Rose (disquaire)
Pour les articles homonymes, voir New Rose.
New Rose est un label discographique et disquaire français de punk rock, anciennement basé à Paris, actif entre 1980 et 1992. Le disquaire se situait rue Pierre-Sarrazin, au cœur du Quartier latin, dans le 6e arrondissement.

## Histoire
New Rose ouvre ses portes en 1980 et devient le principal disquaire indépendant parisien spécialisé dans le rock, le punk rock et les musiques alternatives[réf. nécessaire]. Lieu de rencontres à la fois des branchés et des habitants locaux de la scène rock de l'époque, le magasin ferme ses portes au milieu des années 1990. Le label est actif au cours de la même période. Au début des années 1990, Wreckless Eric enregistre un album live dans le magasin même, intitulé At the Shop, en compagnie de Fabrice Bertran et Eduardo Leal de la Galla.
Dirigé par Patrick Mathé (1949-2018) et Louis Thevenon, New Rose (dont le nom dérive du premier 45 tours des Damned) devient parallèlement un label en 1980. Patrick Mathé, diplômé d'HEC, a d'abord travaillé chez RCA Records, avant d'ouvrir le magasin Music Box en 1976, puis le label Flamingo en 1978.
New Rose Records signe de nombreux groupes tels The Saints (premiere sortie du label en 1981,), The Cramps, Johnny Thunders, ou encore Calvin Russell qui connaitra un grand succès en France alors qu'il sera ignoré aux États Unis.[réf. nécessaire]. Le label commence également une activité de distributeur de labels français et internationaux, permettant à de nombreux groupes de rock français d'avoir leurs albums distribués à travers le réseau des disquaires indépendants, encore nombreux et actifs durant les années 1980. En 1992, New Rose Records est racheté par Fnac Music. Patrick Mathé lance alors un nouveau label, Last Call.

## Groupes
- Alex Chilton
- Anechoic Chamber
- Asylum Party
- GG Allin
- Babel 17
- Calvin Russell
- Chris Bailey
- Black Flag
- The Cramps
- Circle Jerks
- Charles de Goal
- Dead Kennedys
- Dino Lee
- Dramarama
- Dorian Gray
- Roky Erickson
- The Fleshtones
- Gun Club
- Flipper
- Floo Flash
- Bruce Joyner
- Kingsnakes
- Les Lolitas
- Elliott Murphy
- Little Nemo
- Mary Goes Round
- R. Stevie Moore
- Polyphonic Size
- The Real Kids
- Dick Rivers
- Skippies
- The Saints
- Shoes
- Les Soucoupes violentes
- La Souris déglinguée
- Chris Spedding
- The Troggs
- Johnny Thunders
- Tulaviok
- Tupelo Soul
- Les Wampas
- Warum Joe
- Willie Loco Alexander
- Wreckless Eric
- The Gories